# U-19-Fußball-Europameisterschaft 2002
Die 18. U-19-Fußball-Europameisterschaft wurde in der Zeit vom 21. bis 29. Juli 2002 in Norwegen ausgetragen. Sieger wurde Spanien durch einen 1:0-Sieg über Deutschland. Titelverteidiger Polen konnte sich wie Österreich und die Schweiz nicht qualifizieren.

## Modus
Die acht qualifizierten Mannschaften werden auf zwei Gruppen zu je vier Mannschaften aufgeteilt. Innerhalb der Gruppen spielt jede Mannschaft einmal gegen jede andere. Die beiden Gruppensieger erreichen das Finale während die Gruppenzweiten um den dritten Platz spielen. Neben den Halbfinalisten qualifizierten sich die Gruppendritten für die Junioren-Fußballweltmeisterschaft 2003.

## Teilnehmer
Am Turnier nahmen folgende Mannschaften teil:
- Belgien: Bram Verbist, Xavier Chen, Kenny Van Hoevelen, Stijn Vangeffelen, Pieter-Jan Monteyne, Denis Dasoul, Sebastian Hermans, Jelle Van Damme, Kevin Vandenbergh, Jonathan Blondel, Styn Janssens, Silvio Proto, Xavier Asselborn, Arne Houtekier, Koen Van Der Heyden, Rory Hegelmeers, Gregory Scattone, Tony Eecloo – Teamchef: Marc Van Geersom.
- Deutschland: Daniel Haas, Moritz Volz, Alexander Meyer, Janis Crone, Benjamin Wingerter, Philipp Lahm, Piotr Trochowski, Sascha Riether, Sebastian Kneißl, Ioannis Masmanidis, Mike Hanke, Bastian Görrissen, David Odonkor, Malik Fathi, Sofian Chahed, Matthias Lehmann, Emmanuel Krontiris, Marcel Schied – Teamchef: Uli Stielike.
- England: Lee Grant, Justin Hoyte, Ryan Garry, Jermaine Jenas, Glen Johnson, Benjamin Clark, Jermaine Pennant, Gary O’Neil, Dean Ashton, Stephen Cooke, Jerome Thomas, Carlton Cole, Andrew Lonergan, Michael Chopra, John Welsh, Jon Otsemobor, Ben Bowditch, Darren Carter – Teamchef: Martin Hunter.
- Irland: Brian Murphy, Stephen Brennan, Stephen Kelly, Patrick McCarthy, Stephen Paisley, Stephen Capper, Mark Rossiter, Graham Ward, Jonathan Daly, Sean Thornton, Michael Foley-Sheridan, Keith Gilroy, Reinier Moor, Ian Simpemba, Adrian Deane, Wayne Henderson, Stephen Elliott, Liam Kearney – Teamchef: Brian Kerr.
- Norwegen (Ausrichter): Jan Kjell Larsen, Vegar Landro, Lars Martin Engedal, Kristian Onstad, Torbjørn Kjergård, Kristofer Hæstad, Christian Grindheim, Tarjei Dale, Joakim Austnes, Martin Wiig, Øyvind Hoås, Rune Jarstein, Tor Moen, Dag Tverrborgvik, Steinar Guvåg, Eirik Winsnes, Per Rønning, Trond Olsen – Teamchef: Bjørn Hansen.
- Slowakei: Peter Kostolani, Marek Kostoláni, Igor Hrabác, Marek Čech, Roman Konečný, Marián Kurty, Juraj Halenár, Roman Jurko, Filip Šebo, Tomas Labun, Tomás Sloboda, Milan Herko, Peter Sedivy, Milan Ivana, Tomás Brusko, Dusan Miklas, Igor Žofčák, Marek Bakoš – Teamchef: Peter Polák.
- Spanien: Miguel Moyá, Iban Zubiaurre, Carlos Peña, Daniel Jarque, Ander Murillo, Aritz Solabarrieta, Carmelo González Jiménez, Andrés Iniesta, Sergio García, José Antonio Reyes, Jorge Piña Roldán, Sergio Torres Guardeno, Asier Riesgo, Fernando Torres, Ferran Corominas, Jonan, Juan Ceballos Pinto, Juan Alberto Andreu (Melli) – Teamchef: Iñaki Sáez.
- Tschechien: Michal Daněk, Ondrej Kral, Milan Zachariáš, Václav Svěrkoš, Radek Dosoudil, Tomáš Sivok, Pavel Mezlik, Pavel Fořt, Tomas Mazouch, David Střihavka, Filip Trojan, Aleš Besta, David Mikula, Tomáš Rada, Martin Klein, Aleš Kořínek, Lukáš Vaculík, Martin Kolář – Teamchef: Josef Krejca.

## Spielorte
Gespielt wurde in den Städten Drammen, Hønefoss, Kongsvinger, Lillestrøm, Moss, Bærum und Oslo.
| Kongsvinger |

| Moss |

| Lillestrøm |

| Hønefoss |

| Drammen |

| Bærum |

| Oslo |

| Kongsvinger |

| Moss |

| Lillestrøm |

| Hønefoss |

| Drammen |

| Bærum |

| Oslo |

## Vorrunde

### Gruppe A
| Pl. | Land       | Sp. | S | U | N | Tore    | Diff. | Punkte |
| --- | ---------- | --- | - | - | - | ------- | ----- | ------ |
| 1.  | Spanien    | 3   | 2 | 1 | 0 | 007:200 | +5    | 07     |
| 2.  | Slowakei   | 3   | 2 | 0 | 1 | 011:600 | +5    | 06     |
| 3.  | Tschechien | 3   | 1 | 1 | 1 | 004:600 | −2    | 04     |
| 4.  | Norwegen   | 3   | 0 | 0 | 3 | 001:900 | −8    | 0      |

|                              |   |            |     |
| 21. Juli 2002 in Kongsvinger |   |            |     |
| Norwegen                     | – | Slowakei   | 1:5 |
| 21. Juli 2002 in Moss        |   |            |     |
| Spanien                      | – | Tschechien | 1:1 |
| 23. Juli 2002 in Hønefoss    |   |            |     |
| Norwegen                     | – | Spanien    | 0:3 |
| 23. Juli 2002 in Lillestrøm  |   |            |     |
| Slowakei                     | – | Tschechien | 5:2 |
| 25. Juli 2002 in Bærum       |   |            |     |
| Tschechien                   | – | Norwegen   | 1:0 |
| 25. Juli 2002 in Drammen     |   |            |     |
| Slowakei                     | – | Spanien    | 1:3 |

### Gruppe B
| Pl. | Land        | Sp. | S | U | N | Tore    | Diff. | Punkte |
| --- | ----------- | --- | - | - | - | ------- | ----- | ------ |
| 1.  | Deutschland | 3   | 2 | 1 | 0 | 008:400 | +4    | 07     |
| 2.  | Irland      | 3   | 2 | 0 | 1 | 005:600 | −1    | 06     |
| 3.  | England     | 3   | 0 | 2 | 1 | 006:700 | −1    | 02     |
| 4.  | Belgien     | 3   | 0 | 1 | 2 | 003:500 | −2    | 01     |

|                              |   |             |     |
| 21. Juli 2002 in Bærum       |   |             |     |
| England                      | – | Deutschland | 3:3 |
| 21. Juli 2002 in Drammen     |   |             |     |
| Belgien                      | – | Irland      | 1:2 |
| 23. Juli 2002 in Kongsvinger |   |             |     |
| England                      | – | Belgien     | 1:1 |
| 23. Juli 2002 in Moss        |   |             |     |
| Deutschland                  | – | Irland      | 3:0 |
| 25. Juli 2002 in Hønefoss    |   |             |     |
| Irland                       | – | England     | 3:2 |
| 25. Juli 2002 in Lillestrøm  |   |             |     |
| Deutschland                  | – | Belgien     | 2:1 |

## Finalrunde

### Spiel um Platz drei
|                       |   |        |     |
| 28. Juli 2002 in Oslo |   |        |     |
| Slowakei              | – | Irland | 2:1 |

### Finale
|                       |   |             |     |
| 28. Juli 2002 in Oslo |   |             |     |
| Spanien               | – | Deutschland | 1:0 |

## Entscheidungen
Spanien wurde zum zweiten Mal U-19-Fußball-Europameister. Neben Spanien qualifizierten sich Deutschland, England, Irland, die Slowakei und Tschechien für die Junioren-Fußballweltmeisterschaft 2003.